# صرين شائع
الصرين الشائع أو صراخة أو رنس أو لوف ذُرَيْرَة الشَّحْمِ (الاسم العلمي: Arisarum  vulgare)، هو نبات ينتمي إلى الفصيلة القلقاسية.
يكثر هذا النبات في آسيا وأوروبا على محيط البحر الأبيض المتوسط.

## الموطن
يفضل هذا النبات الحقول المعشبة والأرياف الصخرية والغابات والقفار، وخاصة في أماكن ظليلة وباردة ورطبة في التربة، على ارتفاع 0-800 متر (0-2,600 قدم) فوق مستوى سطح البحر.

## معرض صور

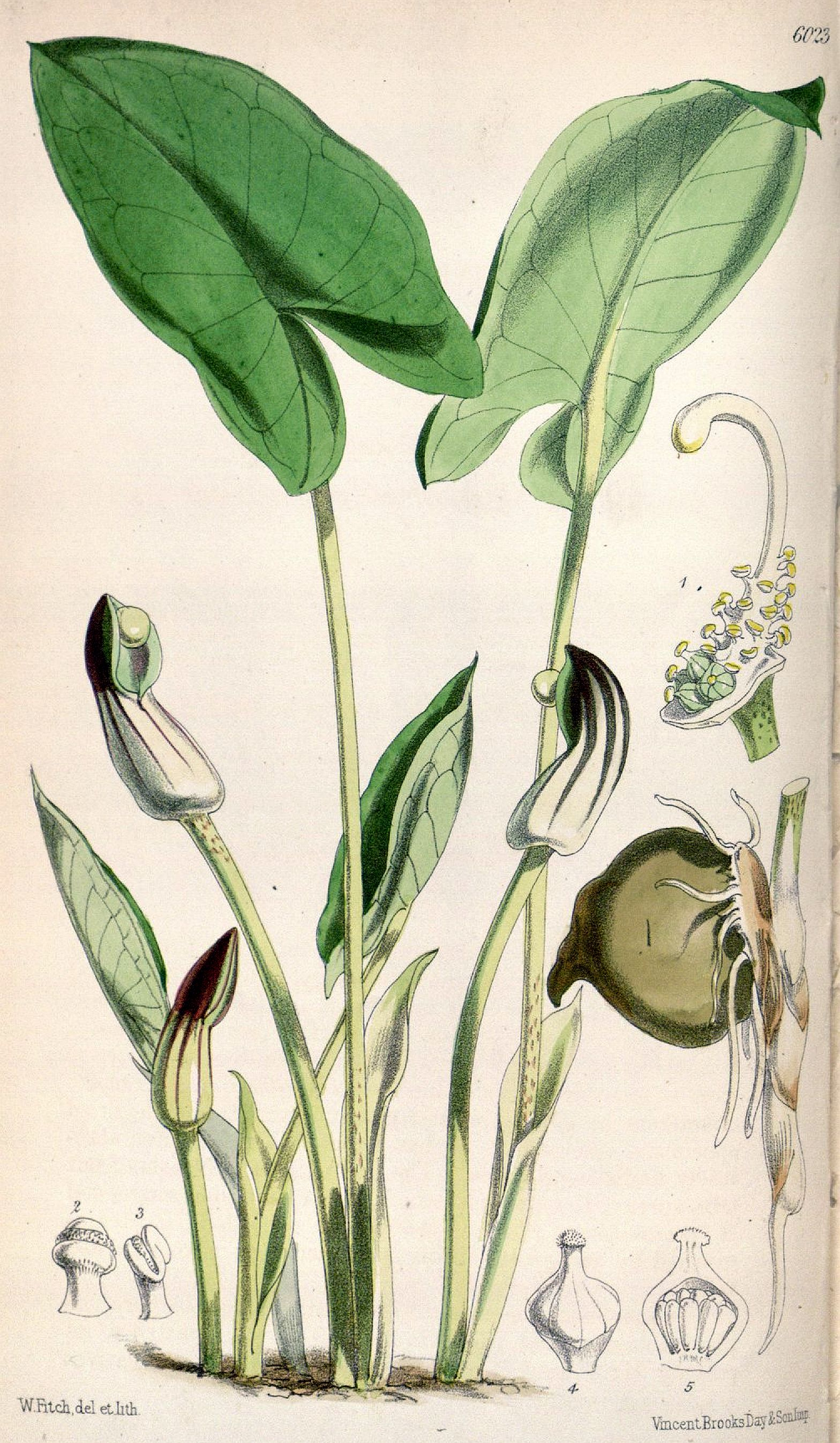
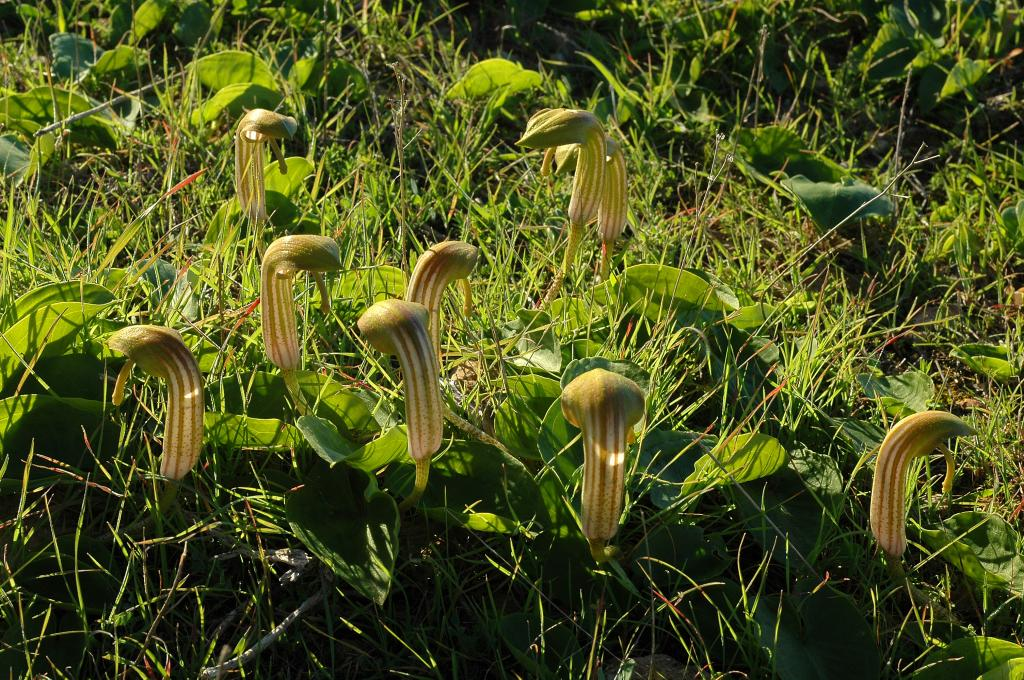
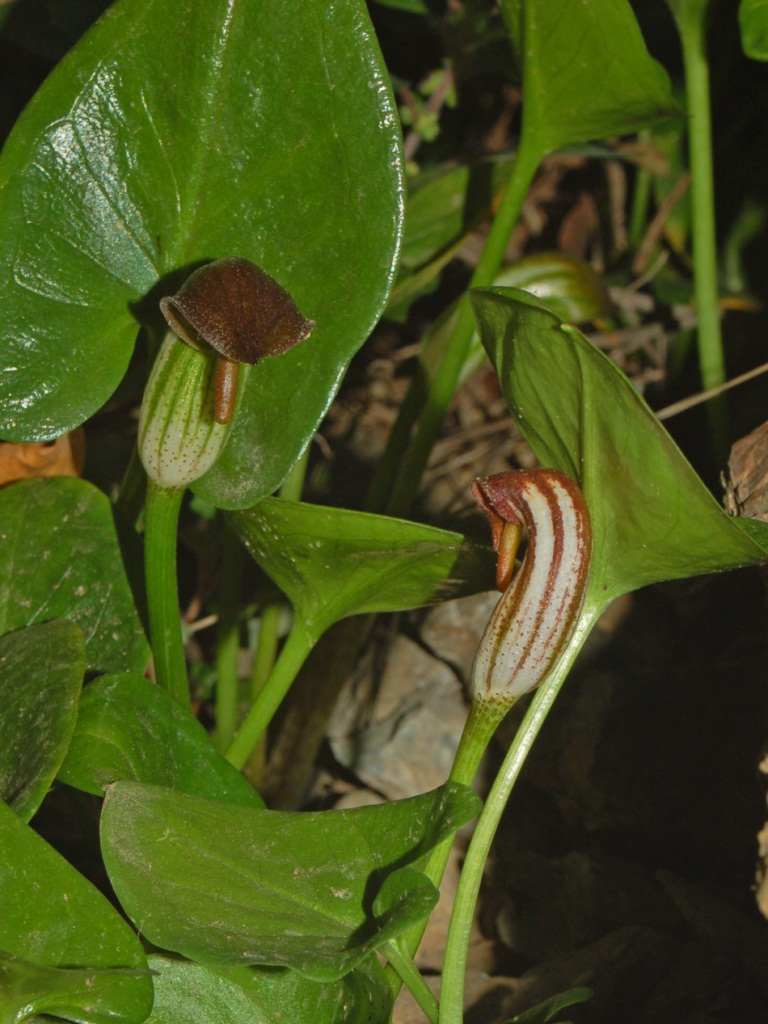
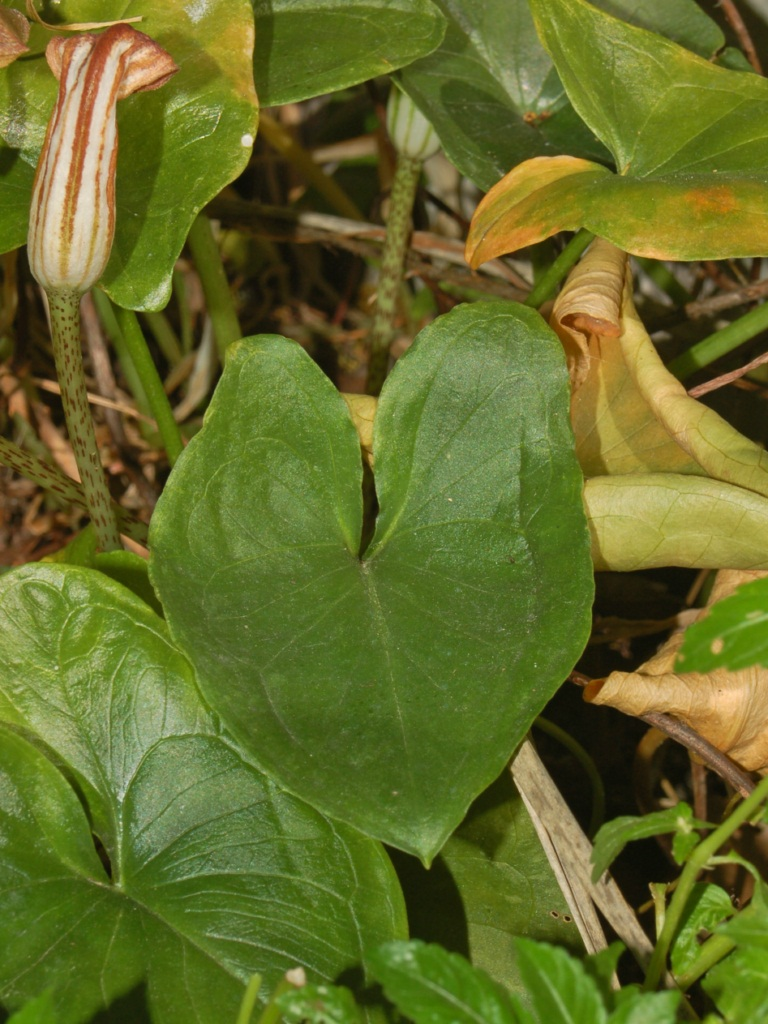
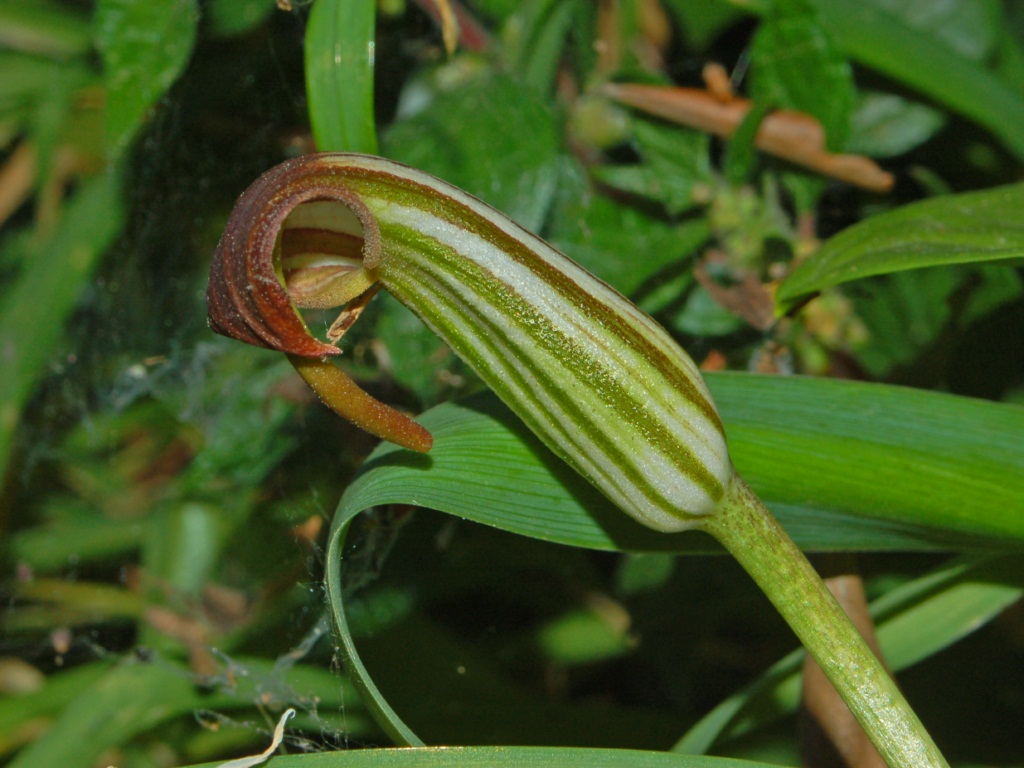